# Bahnhof Stadtroda

Der Bahnhof Stadtroda (ehemals Roda) – heute lediglich noch ein Haltepunkt – liegt an der Bahnstrecke Weimar–Gera (auch „Holzlandbahn“ oder Mitte-Deutschland-Verbindung genannt). Ab dem Fahrplanjahr 2018/2019 wird der Halt im Fernverkehr durch insgesamt 6 Fahrten (3 pro Richtung, im 6-Stunden-Takt) durch Intercity der Linie 50 mit der Relation Köln Hbf – Düsseldorf Hbf – Gera Hbf bedient.

## Lage
Der Bahnhof Stadtroda verläuft nördlich der Stadt in der Nähe eines Gewerbegebietes, wo er an die Straße „Am Bahnhof“ grenzt. Der Stadtkern liegt mehr als einen Kilometer südlich. Die Bundesautobahn 4 verläuft etwa 500 Meter weiter nördlich. Die nächste Station in Richtung Westen der sieben Kilometer entfernt gelegene Haltepunkt Neue Schenke, im Osten ist dies der Haltepunkt Papiermühle, dessen Entfernung zu Stadtroda etwa sechs Kilometer beträgt.

## Geschichte

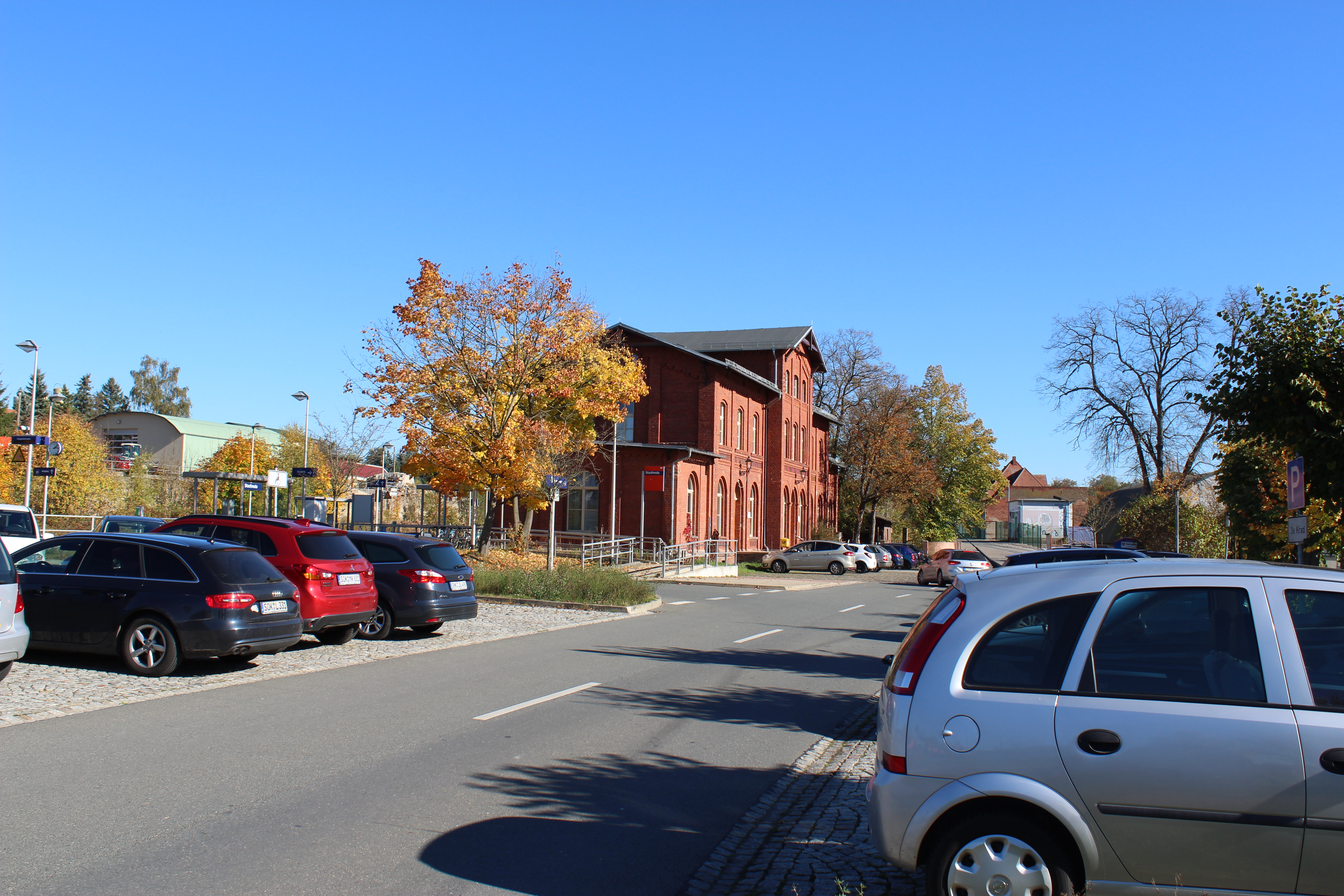
Empfangsgebäude (2017)

Bis 1879 wurden die meisten Anlagen errichtet. Am nördlichen Ladegleis wurde Holz aus den umliegenden Forsten umgeschlagen, die Wagen konnten mithilfe einer höher gelegenen Rampe und eines Kranes beladen werden. Umfangreicher Güterverkehr, der in vielen Fällen die anliegende Holzindustrie betraf, wurde bis zum Jahre 1990 durchgeführt.
1944 wurde Stadtroda als Bahnhof dritter Klasse geführt.
Der Bahnhof Stadtroda hat im Vergleich zu den anderen Betriebsstellen der Weimar-Geraer Bahn bis 2005 die wenigsten Änderungen erlebt, beispielsweise sind das Empfangsgebäude und der Güterschuppen noch aus den Anfangsjahren der Strecke erhalten geblieben.
Im Winter der Jahre 2005/06 wurden bis auf die durchgehenden Hauptgleise sämtliche Gleisanlagen des Bahnhofs entfernt, nachdem lange Zeit kein Güterverkehr mehr stattfand.
Bis zum 28. September 2006 waren in Stadtroda zwei mechanische Stellwerke in Betrieb: „Ro“ (Fahrdienstleiterstellwerk) und „Rw“ (Wärterstellwerk).
2014 wurde das unter Denkmalschutz stehende Empfangsgebäude privatisiert und aufwendig saniert. Es wurde zu Wohnzwecken ausgebaut und wird zur Nutzung in Wohngemeinschaft an Studenten der nahe gelegenen Universität Jena vermietet.
Die Kombibahnsteige sind 160 Meter lang und 55 Zentimeter hoch.

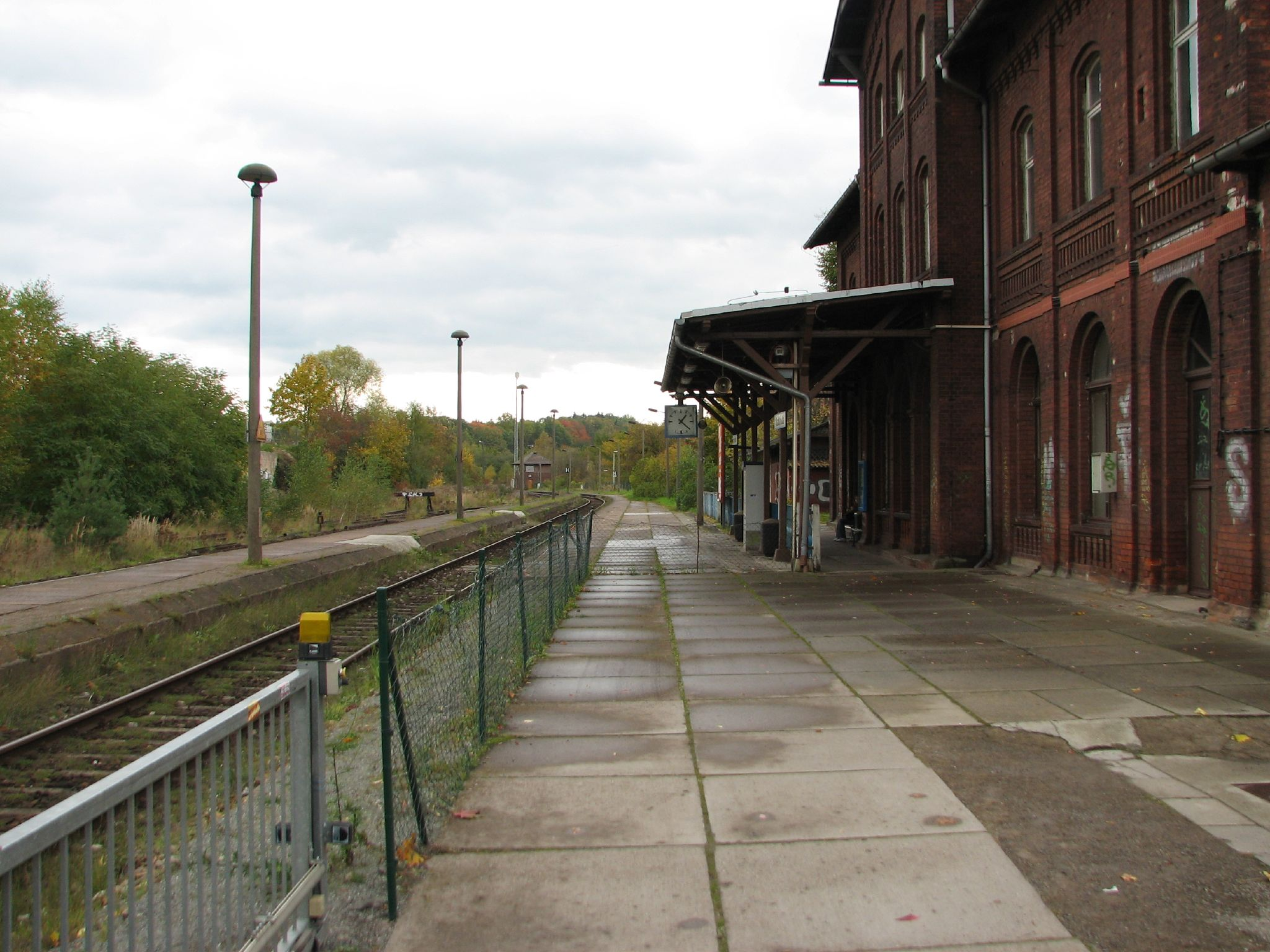
Bahnsteige vor der Modernisierung (2005)

## Verkehr
| Linie        | Verlauf                                                                                            | Takt       | Betreiber       |
| ------------ | -------------------------------------------------------------------------------------------------- | ---------- | --------------- |
| IC 50/ RE 51 | (Köln Hbf/Düsseldorf Hbf – Dortmund Hbf) – Kassel-Wilhelmshöhe – Erfurt Hbf – Stadtroda – Gera Hbf | 3 Zugpaare | DB Fernverkehr  |
| RE 1         | Göttingen – Leinefelde – Gotha – Erfurt – Weimar – Jena – Stadtroda – Gera – Gößnitz – Glauchau    | 120 min    | DB Regio Südost |
| RE 3         | Erfurt – Weimar – Jena – Stadtroda – Gera – Altenburg / (– Greiz)                                  | 120 min    | DB Regio Südost |
| RB 21        | Weimar – Jena-Göschwitz – Stadtroda – Hermsdorf-Klosterlausnitz – Gera                             | 120 min    | Erfurter Bahn   |
|              | Stand 9. Juni 2024                                                                                 |            |                 |